# Хокей на зимових Олімпійських іграх 2010
Турніри з хокею з шайбою в рамках Зимових Олімпійських ігор 2010 відбувалися в Canada Hockey Place та Зимовому спортивному центрі університету Британської Колумбії. В чоловічому турнірі брало участь 12 команд, в жіночому — 8. В обох турнірах перемогли канадці, друге місце зайняли США, а бронзу отримали представники Фінляндії.

## Медалі

### За країнами
| Місце | Країна    | Золото | Срібло | Бронза | Загалом |
| ----- | --------- | ------ | ------ | ------ | ------- |
| 1     | Канада    | 2      | 0      | 0      | 2       |
| 2     | США       | 0      | 2      | 0      | 2       |
| 3     | Фінляндія | 0      | 0      | 2      | 2       |

### Призери
| Дисципліна | Золото | Срібло | Бронза |
| Чоловіки   | Канада Патріс Бержерон Ден Бойл Мартін Бродер Сідні Кросбі Дрю Дауті Марк-Андре Флері Раєн Гецлаф Дені Гітлі Джером Ігінла Дункан Кіт Роберто Луонго Патрік Марло Бренден Морроу Рік Неш Скотт Нідермаєр Корі Перрі Кріс Пронгер Майк Річардс Брент Сібрук Ерік Стал Джо Торнтон Джонатан Тейвз Ші Вебер                           | США Девід Бекес Дастін Браун Раєн Каллаган Кріс Друрі Тім Глісон Ерік Джонсон Джек Джонсон Патрік Кейн Раєн Кеслер Філ Кессел Джеймі Лангебруннер Раєн Мелоун Раєн Міллер Брукс Орпік Зак Парізе Джо Павелскі Джонатан Квік Браєн Рафалскі Боббі Раєн Пол Штястний Раєн Сутер Тім Томас Раєн Вітні             | Фінляндія Ніклас Бекстрем Валттері Філппула Ніклас Гагман Яркко Іммонен Оллі Йокінен Ніко Капанен Мійкка Кіпрусофф Мікко Койву Саку Койву Лассе Кукконен Єре Лехтінен Самі Лепісте Тоні Людман Антті Мієттінен Антеро Нііттімякі Янне Ніскала Вілле Пелтонен Йоні Піткянен Яркко Рууту Туомо Рууту Самі Сало Теему Селянне Кіммо Тімонен |
| Жінки      | Канада Меган Агоста Джілліан Аппс Тесса Боном Дженніфер Боттерілл Джайна Геффорд Гейлі Ервін Ребекка Джонстон Беккі Келлар-Дюк Джина Кінгсбері Карлін Лабонте Карла Маклеод Меган Міккельсон Каролін Уеллетт Шері Пайпер Марі-Філіп Пулен Кім Сен-П'єр Коллін Состорікс Шеннон Шабадос Сара Вайянкур Кетрін Ворд Гейлі Вікенгейзер | США Кейсі Белламі Кейтлін Кегоу Лайза Чессон Джулі Чу Наталі Дарвітц Меган Дагган Моллі Енгстром Гіларі Найт Джослін Ламуре Монік Ламуре Еріка Лолер Джізел Марвін Бріанн Маклафлін Дженні Шмідголл-Поттер Анджела Руджеро Моллі Шос Келлі Стек Керен Тетчер Джессі Веттер Керрі Вейланд Джінелл Зогг-Сьєрджей | Фінляндія Анне Гелін Дженні Гіїрікоскі Венла Гові Мішель Карвінен Міра Куйсма Емма Лаксонен Роза Ліндстедт Тері Мертанен Гейді Пелттарі Марія Поса Анніна Раягухта Каролійна Рантамякі Нора Ряті Марі Саарінен Сайя Сірвійо Ніна Тіккінен Міннамарі Туомінен Сара Туомінен Лінда Вялім'які Анна Ванхатало Марйо Воутілайнен              |

## Чоловіки

### Груповий етап

#### Група «А»
| М | Команда   | В | ВО | ПО | П | ШЗ | ШП | Очк |
| - | --------- | - | -- | -- | - | -- | -- | --- |
| 1 | США       | 3 | 0  | 0  | 0 | 14 | 5  | 9   |
| 2 | Канада    | 1 | 1  | 0  | 1 | 14 | 7  | 5   |
| 3 | Швейцарія | 0 | 1  | 1  | 1 | 8  | 10 | 3   |
| 4 | Норвегія  | 0 | 0  | 1  | 2 | 5  | 19 | 1   |

#### Група «В»
| М | Команда    | В | ВО | ПО | П | ШЗ | ШП | Очк |
| - | ---------- | - | -- | -- | - | -- | -- | --- |
| 1 | Росія      | 2 | 0  | 1  | 0 | 13 | 6  | 7   |
| 2 | Чехія      | 2 | 0  | 0  | 1 | 10 | 7  | 6   |
| 3 | Словаччина | 1 | 1  | 0  | 1 | 9  | 4  | 5   |
| 4 | Латвія     | 0 | 0  | 0  | 3 | 4  | 19 | 0   |

#### Група «C»
| М | Команда   | В | ВО | ПО | П | ШЗ | ШП | Очк |
| - | --------- | - | -- | -- | - | -- | -- | --- |
| 1 | Швеція    | 3 | 0  | 0  | 0 | 9  | 2  | 9   |
| 2 | Фінляндія | 2 | 0  | 0  | 1 | 10 | 4  | 6   |
| 3 | Білорусь  | 1 | 0  | 0  | 2 | 8  | 12 | 3   |
| 4 | Німеччина | 0 | 0  | 0  | 3 | 3  | 12 | 0   |

#### Плей-оф
Кваліфікація: 
- Швейцарія -  Білорусь 3:2
- Чехія -  Латвія 3:2
- Словаччина -  Норвегія 4:3
- Канада -  Німеччина 8:2

|  | Чвертьфінали | Чвертьфінали |        |           | Півфінали   | Півфінали   |  |  | Фінал | Фінал |
|  |              |              |        |           |             |             |  |  |       |       |
|  |              |              |        |           |             |             |  |  |       |       |
|  |              |              |        |           |             |             |  |  |       |       |
|  | США          | 2            |        |           |             |             |  |  |       |       |
|  | США          | 2            |        |           |             |             |  |  |       |       |
|  | Швейцарія    | 0            |        |           |             |             |  |  |       |       |
|  | Швейцарія    | 0            | США    | 6         |             |             |  |  |       |       |
|  |              |              | США    | 6         |             |             |  |  |       |       |
|  |              | Фінляндія    | 1      |           |             |             |  |  |       |       |
|  | Фінляндія    | Фінляндія    | 1      | 2         |             |             |  |  |       |       |
|  | Фінляндія    |              |        | 2         |             |             |  |  |       |       |
|  | Чехія        | 0            |        |           |             |             |  |  |       |       |
|  | Чехія        | 0            | Канада | 3         |             |             |  |  |       |       |
|  |              |              | Канада | 3         |             |             |  |  |       |       |
|  |              | США          | 2      |           |             |             |  |  |       |       |
|  | Швеція       | США          | 2      | 3         |             |             |  |  |       |       |
|  | Швеція       |              |        | 3         |             |             |  |  |       |       |
|  | Словаччина   | 4            |        |           |             |             |  |  |       |       |
|  | Словаччина   | 4            | Канада | 3         | Третє місце | Третє місце |  |  |       |       |
|  |              |              | Канада | 3         | Третє місце | Третє місце |  |  |       |       |
|  |              | Словаччина   | 2      |           |             |             |  |  |       |       |
|  | Росія        | Словаччина   | 2      | 3         | Словаччина  | 3           |  |  |       |       |
|  | Росія        |              |        | 3         | Словаччина  | 3           |  |  |       |       |
|  | Канада       | 7            |        | Фінляндія | 5           |             |  |  |       |       |
|  | Канада       | 7            |        |           | 5           |             |  |  |       |       |
|  |              |              |        |           |             |             |  |  |       |       |
|  |              |              |        |           |             |             |  |  |       |       |